# Nefercamim II
Nefercamim II (em egípcio: nfr k3 mnw), cujo nome era Nefercamim Anu (em egípcio: Nfr-k3-Mn ˁnw) foi um faraó da VII ou VIII dinastia no começo do Primeiro Período Intermediário (2181–2055 a.C.). De acordo com a Lista Real de Abido e a última reconstrução do Cânone de Turim por Kim Ryholt, foi o 13.º rei da VIII dinastia. Tal opinião é compartilhada pelos egiptólogos Jürgen von Beckerath, Thomas Schneider e Darrell Baker.
Nefercamim é mencionado na entrada 52 da lista de Abido, que foi compilada no início do Período Raméssida. A lista nomeia seu antecessor como Neferquerés VI e seu sucessor como Cacaré Ibi. O Cânone de Turim identifica Nerfercamim com um Nefer mencionado na coluna 4, linha 10 do documento. Seu nome é transliterado como Nefercamim Anu, embora seja relatado como Nefercaés ou Esnefercá Anu em Abido. A razão para esta transliteração é que o sinal de hieróglifo O34, lendo s, poderia substituir o sinal R22 do deus Mim.